# Chrysops scalaratus
Chrysops scalaratus är en tvåvingeart som beskrevs av Luigi Bellardi 1859. Chrysops scalaratus ingår i släktet Chrysops och familjen bromsar. Inga underarter finns listade i Catalogue of Life.